# Kulaijaya
Huyện Kulaijaya là một huyện thuộc bang Johor của Malaysia. Huyện Kulaijaya có dân số thời điểm năm 2010 ước tính khoảng 246721 người.